# 2К11 Круг
2К11 „Круг“ (SA-4 „Ganef“ според класификацията на НАТО) е съветски зенитно-ракетен комплекс (ЗРК), предназначен за противовъздушна защита на съединенията на сухопътните войски на бойното поле.

## История
Създаване
Разработката на 2К11 „Круг“ започва през февруари 1958 г. след постановление на Министерския съвет на СССР. Комплексът се разработва от НИИ-20 (Научноизследователски институт № 20, впоследствие преименуван на Научноизследователски електромеханически институт, НИЭМИ). Институтът проектира и станцията за насочване на ракетите и бордовата апаратура за управление.
Първоначално ракетата определена за използване от ЗРК „Круг“ е от тип В-757, която е разработвана за комплекса С-75, но тя има прекалено големи габарити, слабомобилна пускова установка с една направляваща за изстрелване, а и другите ѝ данни я правят неподходяща. В това време за „Круг“ се разработват други две ракети – 3М8 и 3М10. Първата е с командна система за управление, а втората – с комбинирана система за насочване (самонасочваща се в последния участък на траекторията). Приета е ракетата 3М8, тъй като не успяват да доведат качествата на 3М10 до изискваното ниво. 3М10 е била по-дълга и при резки маневри ракетата се е прекършвала на средата.
Ракетата и артилерийската част на пусковата установка са разработени в ОКБ-8 (по-късно СМКБ „Новатор“ МАП) и Завод № 8 в Свердловск.
Ракетата 3М8 се състои от маршева степен и четири стартови твърдогоривни ускорителя, които се отделят в началния етап на полета. Масата на горивото в тях е 173 kg. Масата на ракетата е 2450 kg, масата на бойната ѝ част – 150 kg, а скоростта ѝ е 900 – 1100 m/s. Това е първата съветска ракета с маршеви СПВРД свръхзвуков правопоточен въздушно-реактивен двигател (3Ц-4).
Шаситата на пусковата установка 2П24 и станцията за насочване 1С32 на ЗРК „Круг“ са проектирани в ЦКБ „Трансмаш“. Те са верижни, създадени са на базата на шасито на САУ СУ-100П и са наречени съответно „изделие 123“ и „изделие 124“. По конструкция и параметри са много близки, като разликата е в количеството на екипажа – в първата машина са 3, във втората – 4 души.
| Маса                 | 28,5 t                                          |
| Двигател, мощност    | дизелов А-105В (модификация на В-54), 400 к. с. |
| Максимална скорост   | 65 km/h                                         |
| Запас от ход по шосе | 400 km                                          |

Шасито на станцията за откриване на целите е на базата на артилерийския влекач АТ-Т.
Изпитания
След разработката на комплекса става ясно, че няма къде да бъде изпитван. Намиращият се в разпореждане на Сухопътните войски Догузински зенитен полигон се оказва неподходящ, а неясно защо командването на сухопътните войски не иска да изпитва свои ракети на полигоните на ПВО. По тази причина през 1960 – 1963 г. в района на железопътната гара Емба, Казахстан, е построен нов зенитен полигон, на който от февруари 1963 г. до юни 1964 г. са проведени изпитанията. При тях се откриват недостатъци на маршевия двигател на малки височини, откази на автопилота и голяма неточност на ракетите – разстоянията на прелитане край целта достигат до порядъка на 1000 m. Слабостите се отстраняват близо година и с постановление на Министерския съвет на 26 ноември 1964 г. ЗРК 211 „Круг“ е приет на въоръжение.

## Формирования
ЗРК 2К11 Круг влиза на въоръжение в бригадите за ПВО на сухопътните войски. Всяка бригада се състои от командване и щаб, три ОЗРДН (отделни зенитно-ракетни дивизиона), батарея за управление, техническа батарея, авторота, техническа рота, взвод за РХР (радиационно-химическо разузнаване). Общо бригадата разполага с 9 станции за насочване на ракетите (СНР), 27 пускови установки (ПУ) с по две ракети (общо 54 ракети върху ПУ) и втори комплект от 54 ракети върху ТМ и ТЗМ. Общият боекомплект на бригадата е 108 ракети.
Дивизионът се състои от щаб, три зенитноракетни батареи, взвод за управление и взвод за подвоз. В една батарея влизат станция за насоване на ракетите 1С32, три пускови установки 2П24 с по две ракети 3М8 всяка и една транспортно-зареждаща машина ТЗМ 2Т6.
В състава на Техническата батарея на бригадата влизат: Машина за автономни изпитания (МАИ) – 1 бр., кранове – 2 бр., Контролно-изпитателни подвижни станции (КИПС) – 2 бр., транспортни машини – 9 бр., цистерна с гориво – 1 бр., горивозареждачи – 2 бр., въздухозареждачи – 2 бр. В състава на батареята влиза палатка, дълга 36 m, в която се провеждат изпитанията на ракетите. Палатката е с двоен брезент (двойни стени) и агрегат, който осигурява положителна температура (желателно 20 °C) при зимни условия, както и известна маскировка. При бойна работа успоредно се оформят два потока за подготовка на ракетите.
Взводът за управление на дивизиона се състои от РЛС за откриване 1С12 и кабина за прием на целеуказанията (КПЦ) от комплекса за бойно управление „Краб“ (от 1981 г. – от комплекса „Поляна-Д1“).
В състава на батареята за управление на бригадата влизат РЛС за откриване П-40 и командния пункт на комплекса „Краб“ (от 1981 г. – „Поляна-Д1“).

## Бойно използване
2К11 „Круг“ е едноканален комплекс – всяка станция за насочване съпровожда само по една цел. Това става по следния начин:
Откриването на целта се осъществява от РЛС 1С12, която предава координатите ѝ по радиотелекодова линия на станцията за насочване 1С32 (по една цел на всяка станция за насочване). След това кохерентно-импулсната РЛС 1С32, работеща в сантиметровия диапазон, намира целта, захваща я и започва да я съпровожда. Далечината на съпровождане на целите при отсъствие на пасивни радио-електронни смущения е до 105 km, при наличието им – до 70 km. Когато целта достигне пределната далечина на стрелба, данните се предават автоматично в пусковата установка за насочването ѝ в направлението на целта и се произвежда пуск на ракетата, която автоматично се въвежда най-напред в широкия лъч, а после – в тесния лъч последователно на ракетната и целевата антени на станцията 1С32. При наближаването на целта, в зависимост от типа на целта – при разстояния от нея 15 – 30 m, сработва радиовзривател, който взривява бойната част. Бойната част съдържа 15000 осколки с маса 4 g, които при взривяването на БЧ образуват облак, поразяващ цели, намиращи се в радиус 150 m от ракетата. Ако разстоянието на прелитане на ракетата край целта е по-голямо, след подминаването на целта автопилотът подава команда за самоликвидация (команда „К9“). След това станцията за насочване на ракети (СНР) автоматично подготвя изстрелването на втора ракета от същата установка или ракета от друга такава, работеща съвместно със същата станция за насочване.
За защита от противорадиолокационни ракети от типа на AGM-45 Shrike станциите работят в режими на кратки прекъсвания на излъчването и режим полуавтомат по ТОВ (телевизионен оптичен визьор), което рязко снижава ефективността на ракетите от подобен тип.

## Модификации
- 2К11А „Круг-А“ – приет на въоръжение през 1967 г. Долната граница за поразяване на целта е снижена до 250 m
- 2К11М „Круг-М“ – приет на въоръжение през 1971 г. Увеличени са далечината на стрелба до 50 km и таванът до 24,5 km.
- 2К11М „Круг-М1“ – приет на въоръжение през 1974 г. При него далечината на стрелбата в режим „догонване на целта“ е увеличена на 20 km, минималната далечина на стрелбата достига до 6 – 7 km, а долната граница за поразяване пада до 150 m. Комплексът използва ракета 3М8М3. 3М8М3 означава: 3М – скорост, равна на три пъти скоростта на звука (3 мах), 8 означава 8 отсека, М3 е трета модификация. Този комплекс беше на въоръжение в Р. България (31 фронтова зенитно-ракетна бригада в Ст. Загора, съществувала 1980 – 2002 г.).

В края на 1960-те и началото на 1970-те години са правени опити за приспособяването на „Круг“ за борба с оперативно-тактически ракети. На Ембенския полигон са извършвани изпитания със стрелба по ракети 8К11 (от известните комплекси „Скъд“), но изпитанията са преустановени заради разработването на комплекса С-300В, като последния се приема на въоръжение в СССР през 1980-те, съответно „Круг“ се препращат към приятелските държави.

## Оператори
- СССР →  Русия
- ГДР
- Чехословакия
- България (31 фронтова зенитно-ракетна бригада)
- Полша
- Унгария
- Сирия
- Азербайджан
- Северна Корея
- Туркменистан
- Армения
- Киргизстан

ЗРК е снет от въоръжение от почти всички страни. Към 2016 г. оператори са само Армения, Азърбайджан и Киргизия.

## Основни данни
|                                                 | 2К11 „Круг“ | 2К11А „Круг-А“ | 2К11М „Круг-М“ | 2К11М „Круг-М1“ |
| ----------------------------------------------- | ----------- | -------------- | -------------- | --------------- |
| Зона на поражение, km:                          |             |                |                |                 |
| далечина                                        | 11 – 45     | 9 – 50         | 9 – 50         | 6 – 50          |
| височина в насрещен курс                        | 3 – 23.5    | 0.25 – 23.5    | 0.25 – 24.5    | 0.15 – 24.5     |
| Скорост на целта, m/s                           | 800         | 800            | 800            | 800 – 1000      |
| Вероятност за поразяване на целта с една ракета | 0.7         | 0.7            | 0.7            | 0.7             |
| Време за реакция, s                             | 60          | 30             | 30             | 30              |
| Стартова маса на ракетата, kg                   | 2450        | 2450           | 2450           | 2450            |
| Маса на бойната част на ракетата, kg            | 150         | 150            | 150            | 150             |
| Средна скорост на ракетата, m/s                 | 800 – 1000  | 800 – 1000     | 800 – 1000     | 800 – 1000      |
| Време за развръщане на бойна позиция, min       | 3.5         | 3.5            | 3.5            | 3.5             |